# Enipo chuckchi
Enipo chuckchi är en ringmaskart som beskrevs av Uschakov 1982. Enipo chuckchi ingår i släktet Enipo och familjen Polynoidae. Inga underarter finns listade i Catalogue of Life.